# Capitanía de Río de Janeiro
La capitanía de Río de Janeiro (Capitania do Rio de Janeiro) fue el nombre con que fue bautizada en 1565 la sección más septentrional de la capitanía de San Vicente, que se extendía por 55 leguas desde la desembocadura del río Macaé (Río de Janeiro) hasta la del río Juqueriquerê (Caraguatatuba, São Paulo).
Esta parcela más al norte de la capitanía de San Vicente había sido abandonada por su donatario Martim Afonso de Sousa, que nunca se interesó en su poblamiento.

## Historia
Por no haber sido ocupada por portugueses, la región de la bahía de Guanabara sufrió una tentativa de colonización por parte de los franceses, entre 1555 y 1567. Una expedición formada en parte por hugonotes, al mando de Nicolas Durand de Villegaignon se instaló permanentemente en la bahía de Guanabara y fundó la colonia de la Francia Antártica. En 1558 asumió Mem de Sá como gobernador general del Brasil, su sobrino Estácio de Sá comandó la recuperación de la Bahía de Guanabara y fundó la ciudad de São Sebastião do Rio de Janeiro el 20 de enero de 1565. Poco después, el 1 de marzo de 1565, la capitanía de Río de Janeiro revirtió a la Corona como Capitania Real do Rio de Janeiro, teniendo como primer mandatario a Estácio de Sá (1565-1567).
Al finalizar el gobierno de Mem de Sá en Bahía, en 1572, el territorio del Brasil fue dividido en dos gobiernos generales, uno al norte en Bahía y el otro al sur en Río de Janeiro, para el primero fue nombrado gobernador general Luís Brito e Almeida y para el segundo António Salema, hasta que el gobierno fue reunificado en 1578 con Lourenço da Veiga como único gobernador general con sede en Bahía. En 1580 comenzó el período de unión dinástica aeque principaliter con los demás reinos españoles, quedando Portugal y sus colonias como parte de la Corona de España. La división volvió a realizarse en 1608, hasta que se volvió a reunificar en 1612.
En 1619, la capitanía de Santo Tomé (capitania de São Tomé) fue renunciada en favor de la Corona portuguesa y una parte de su territorio, que iba desde la región de la actual ciudad de Macaé hasta Cachoeiro do Itapemirim, en Espirito Santo, fue incorporada a la capitanía de Río de Janeiro.
El 22 de enero de 1680, una expedición al mando del gobernador de Río de Janeiro, Manuel Lobo, fundó la Colonia del Sacramento en la margen norte (uruguaya) del Río de la Plata. 
En 1763 el ministro portugués Marquês de Pombal transfirió la sede de la colonia a Río de Janeiro, desde Salvador.
Entre 1808 y 1815 Río de Janeiro fue la capital del Reino de Portugal e dos Algarves, como era oficialmente designado Portugal en esa época. Entre 1815 y abril de 1821, fue la capital del Reino Unido de Portugal, Brasil y Algarve.
La extinción del sistema de capitanías ocurrió formalmente el 28 de febrero de 1821, un poco más de un año antes de la declaración de independencia del Brasil, ese día la capitanía de Río de Janeiro se convirtió en la provincia de Río de Janeiro (província do Rio de Janeiro), que fue una de las provincias del Imperio de Brasil a partir del 22 de septiembre de 1822.